# Daishō
El daishō (大小, lit. "gran i petita") són les armes tradicionals del samurai, composts per katana i el wakizashi. L'etimologia d'aquesta paraula queda més clara quan s'usa els termes daitō (espasa gran) i shoto (espasa petita); daitō + shoto = daishō. La katana era usada en el camp de batalla i per la majoria dels propòsits, arma que podia ser portada únicament pels samurais, mentre que el wakizashi era considerada una arma de cos a cos i de menor "rang", ja que podia ser portada per qualsevol ciutadà.